# عباءة التخفي
عباءة التخفي هو موضوع خيالي وجهاز يخضع لبعض الإستقصاء العلمي. في الفلكلور، الميثولوجيا والقصص الخرافية تظهر عباءة التخفي إما كأداة سحرية تستخدمها الشخصيات المخادعة أو كأداة يرتديها البطل ليحقق سعيه. وهي من الموضوعات الشائعة في الفلكلور الويلزي والجرماني وقد يرجع أصلها مع رداء التخفي إلى الأساطير الإغريقية القديمة.

## في الخيال
عباءات التخفي هي نادرة نسبيا في الأدب الشعبي، على الرغم من إنها قد تم ذكرها في بعض روايات الحوريات، مثل الأميرات الراقصات الإثنتى عشرة، والمجاز والأكثر شيوعا هو الخوذة أو قبعة الإخفاء  قبعة الإخفاء قد ظهرت في الميثولوجيا الإغريقية: هادس قد أشير إلى أنه يمتلك قبعة أو خوذة تجعل مرتديها خفيا. وفي بعض إصدارات فرساوس الأسطورة تقول أن فرساوس يستعير هذا الغطاء للرأس من الإلهة أثينا ويستخدمه ليتسلل إلى ميدوسا النائمة حيث يقتلها. وخوذة مماثلة، تارنهيلم وجدت في الميثولوجيا الإسكندنافية. الفرع الثاني من مابينوجى, واحد من النصوص الهامة من
الأساطير الويلزية، كاسوالاون (التاريخى كاسيفيللاونيس) القاتل كارادوج آب بران وغيرهم من الشيوخ الذين بقوا مسئولين عن بريطانيا العظمى في حين يرتدي عباءة التخفي
.
إدغار رايس بوروز يستخدم فكرة عباءة التخفي في رواية له عام 1931 رجل مقاتل من المريخ. مشهد في الفيلم، إيريك الفايكنج بل يصور بخفة دم بطل الفيلم يستخدم عباءة للإخفاء مستعارة، ولكنه لم يدرك سرها، يعمل فقط على والد الأميرة الأحمق، ويشعر بذلك خصومه من سلوكه الغريب وتصريحاته الكاذبة عن إحتجابه التي فاجأ أيضا أنها في الواقع لمحاربة له، مما يتيح له هزيمتهم بسهولة.
عباءات التخفي تشكل عنصرا مركزيا في حبكة فيلم صامويل ديلاني لعام 1975 في روايةDhalgren.
عباءة التخفى الذي يقدم كعنصر مفتاحى للحبكة في سلسلة روايات هاري بوتر التي كتبتها جي.كي رولينغ. هاري يتستر بالعباءة كى يتسلل إلى المناطق المحرمة من المدرسة.
وفي الآونة الأخيرة، استخدمت أجهزة التخفى في ألعاب الفيديو مثل أبطال ساحات المعارك مثال وفريق القلعة 2, حيث يقومون بمساعدة شخصيات قائمة على التخفى كالأشباح. أيضا، تبادل لاطلاق النار وهي لعبة أطلق عليها (وضع الأشباح) وفيها إرهابيين مدرجين بالقائمة السوداء متسربلين، ويستخدمون التخفى لتفجير أهداف محددة. أجهزة التخفى تظهر في حرب النجوم, ستار تريك ستار جيت, وتقدم فكرة مماثلة في شكل خيال علمي وهي تستخدم عادة لإخفاء الأشياء ولكن على نطاق أوسع، مثل سفن الفضاء. الاختفاء في الخيال العلمي، يرد عموما ويفترض أنها مواضيع شبه علمية، على قاعدة الكون لمفهوم تحقيق التخفي. وفي المقابل فإن الاختفاء والعباءات في الغالب قد قدمت في نوعية من أمور الفنتازيا العلمية كظاهرة سحرية، بدلا من النماذج التي تعتمد على العلوم البحتة.

## عباءات التخفى من وجهة النظر العلمية
- وفي 19 أكتوبر 2006، فقد أسفر جهدا مشتركا بين علماء من المملكة المتحدة والولايات المتحدة عن إنتاج عباءة قامت بتوجيه الموجات الميكرويه من تردد معين حول أسطوانة من النحاس بإسلوب جعلها تظهر تقريبا كما لو كان لايوجد هناك شيء.

والعباءة قد صنعت من ميتاماتيريال. وهي تلقى ظلا قليلا، يأمل المصممون في إصلاحه.
الأداة تعمل في بعدين فقط وعلى تردد معين للميكروويف. العمل على تحقيق نتائج مماثلة مع الضوء المرئي تجرى التطويرات وهي تتقدم.
ديڤيد آر .سميث، أوغسطين هو باحث وأستاذ الهندسة الكهربائية والكومبيوتر في جامعة دوك الذي ساهم في إظهار أول نموذج عملى لتلك ما يطلق عليه "عباءات التخفى" وقد ساعد في توجيه الضوء على مشكلة كبيرة تواجه تلك الأدوات كعباءات للتخفى ":
| « | انه ليس واضحا بعد أن كنت تريد الذهاب للحصول على الإختفاء أن الجميع يفكرون في عباءة هاري بوتر أو جهاز حجب ستار تريك. لجعل كائن يتلاشى حرفيا أمام عين شخص ما، وإنها يجب أن تكون عباءة تتفاعل في وقت واحد مع كل من الموجات، أو الألوان، التي تشكل الضوء. | » |

في عام 2006، أثبت ديفيد ميلر في جامعة ستانفورد أنه لا يمكن أن يكون هناك طلاء غير مرئي من شأنه أن يعمل على تغيير الخلفيات.بشكل متكافئ، أي محاولة
في الاحتجاب البصرى باستخدام مادة (ميتاماتيريال) سوف تفشل إذا تم اختبارها مع نبضه. والسبب هو أن المعلومات المطلوبة لإعادة تشكيل النبضة فقط على الجانب الآخر من الشئ لا يمكن أن نصل إلى هناك بالسرعة الكافية إذا كان يجب عليه الذهاب في جولة خارج الكائن في سرعة ليس أسرع من سرعة الضوء.
على الرغم من هذا، فهناك مجموعة أمريكية من العلماء يقولون أن العباءة قد تكون مشابهة جدا للعباءة الخفية في هاري بوتر. تصميم يلقى الضوء على إبر معدنية صغيرة لتحديثها وتجهيزها في شكل مخروط فرشاة للشعر في الزوايا والأطوال التي من شأنها أن تجعل الضوء ينحرف ويمر حول العباءة. وهذا من شأنه جعل كل شيء داخل المخروط يبدو متلاشيا بسبب أن الضوء لن ينعكس عنه.
«يبدو إلى حد كبير مثل الخيال، وإنني أدرك ذلك، لكنها أي تلك الظاهرة قد توصلت إلى اتفاق كامل مع قوانين الفيزياء»، وقال الباحث فلاديمير شالييف، أستاذ الهندسة الكهربائية والكومبيوتر في جامعة بيردو. «ومن الناحية المثالية، وإذا كنا سنجعلها حقيقية فإنها ستعمل تماما مثل هاري بوتر في عباءة التخفي الخاصة به» قال. «انها لن تكون ثقيلة لأن سيكون هناك القليل جدا من المعدن في محتواها».
- في 30 أبريل 2009، طور فريقين من العلماء عباءة أظهرت الأجسام خفية للضوء القريب من الأشعة تحت الحمراء. وعلى عكس سابقاتها، فإن هذه التكنولوجيا لا تستخدم المعادن، مما يحسن قدرتها على الإخفاء حيث أن المعادن تسبب فقدان بعض الضوء. ذكر الباحثون أنه حيث يمكن زيادة النهج إلى مزيد من الانخفاض في الحجم والتقلص، وكان خطوة كبرى نحو العباءة التي سيعمل على الضوء المرئي.

.

### مشاكل الانكسار والتعتيم
الإدعاءات تحت عنوان أن النتائج المختبرية حول الإستعراض بما يتعلق بالمواد الميتاماتيريا فإن نموذجا أوليا لعباءة تخفى كانت مضللة إلى حد كبير. هذا يتعارض مع اثنين من الحقائق الأساسية الناتجة عن الخصائص الأساسية الكامنة وراء تكنولوجيا المواد الميتا:
- وهذه المواد هي، بطبيعتها، مشتتة للغاية، سوف يكون الضوء المار بالتالي حول كائن «سوف ينكسر بقوة طويلا» (الموشور ليست غير مرئية).
- إن الضوء المار من خلال هذه المواد يكون جزئيا (أو كليا تقريبا) قد تم امتصاصه، مما يجعل الدرع جزئيا (أو كليا تقريبا) معتما.
- كما أظهرت ميلر،[8] الإخفاء المثالى بواسطة مواد هو مستحيل على أية حال على أساس السبب.

### الإخفاء الكامل مع أحدث المقاييس والمصادر
وعلى الرغم من أن الإخفاء المثالي على أساس الطلاء غير المرئي هو من المستحيل، وفقا لميلر، إذا كانت كواشف (مثل ميكروفونات) والمصادر (مثل مكبرات الصوت) توضع حول حجم معين وإذا تم استخدام صيغة معينة لحساب إشارات لتغذية المصادر، التغطية الكمال أمر ممكن. الحجب مثل هذا الكمال لا تتطلب أن المعلومات يمكن أن تتدفق من خلال حجم سريع بما فيه الكفاية ويمكن إجراء العمليات الحسابية بسرعة كافية بحيث يمكن الحصول على المعلومات اللازمة للمصادر على الجانب الآخر من حجم بسرعة كافية. ونتيجة لذلك، التغطية المثالية للضوء لا يزال على الارجح على الاقل صعب جدا إن لم يكن مستحيلا. لموجات صوتية، على الرغم من الإخفاء على وجه تام متكامل هو ممكن من حيث المبدأ، ويمكن بالتالي جعل كائنا ما يكون غير مرئيا للسونار، على سبيل المثال.

## أبحاث في بريطانيا
منح عالم بريطاني أكثر من 100,000 £ لتطوير واقع عباءة الحياة الخفية لهارى بوتر. البروفيسور أولف ليونهارت عالم الفيزياء من جامعة سانت اندروز يعتقد انه يمكن جعل 'قفزة كبرى على نحو جهاز التخفى في غضون عامين فقط. الأستاذ الذي يستشهد بالمرأة الخفية وج. ك. رولينج كمصدر للإلهام—سوف يستخدم الأموال لتطوير المواد التي ينحني الضوء حول نفسها، مما يجعلها غير مرئية للعين المجردة.
وكان العلماء يحاولون خلق حالة التخفى لسنوات. ومع ذلك، فإن الأساليب المستخدمة في النماذج الحالية تعمل فقط مع مجموعة ضيقة من موجات الضوء.
البروفيسور ليونهارت—الذي يصف أعماله بالهندسة ، وعلى ضوء وي قليلا من السحر' ويعتقد أن جهازه للتخفى يمكن أن يكون عمليا أكثر.
عادة، عندما يضرب الضوء أي شيء، فإنه ينعكس مرة مرة أخرى عن السطح وويرتطم بالعين حيث تتم الرؤية.
ومن شأن العمل بعباءة التخفى هو للتصدى لموجات الضوء وجعلها تتدفق بسلاسة حول الكائن. وسيحدث نحييد لأمواج الضوء بمثل هذه الطريقة لجعل كائن يتلاشى. قال البروفيسور ليونهارت: التخفى عريض الموجات من الواضح أنه سماء زرقاء للأبحاث. .
'سأبذل قصارى جهدي لاستكشاف كيف يمكن للمرء أن يذهب بعيدا، لكنني لا يمكن أن أضمن أنه في نهاية الأمر فإن مشروع التخفى سيكون من السهل تحقيقه عمليا.
'وأنا بالتأكيد أبحث عن أسهل الطرق للاختفاء، ولكن يبقى أن نرى كيف تسير العملية.
'الشيء المهم هو أن نفهم الأسس ونأتي بشيء جديد أو نعمل على تطوير الفكرة القائمة ونذهب إلى أقصى مايمكن الوصول إليه؛ باستخدام التكنولوجيا والأفكار لجعل الأمور تتم بواسطة تللك التكنولوجيا التي لم نكن لنتصور إمكانية وجودها في أي وقت مضى'

## كيف تعمل
- مقدمة في كيفية عمل عباءة التخفي ==إذا تمكنت من التفاف الضوء حول الجسم وبجميع الاتجاهات حينها يصبح الجسم غير مرئي.

مثال عندما ترى حجرا في مجرى ماء فانه يلتف حول الحجر ويكمل جريانه لكن الضوء يصتدم بالجسم ويرتد كرد فعل وينعكس بسرعة كبيرة إذا ما تمكنا من تفادي الاصتدام سوف يغير هذا الأمر العالم.